# Eugene de Blaas
Eugene de Blaas (n. 24 iulie 1843, d. 10 februarie 1932) a fost un pictor italian din curentul academist.

## Works

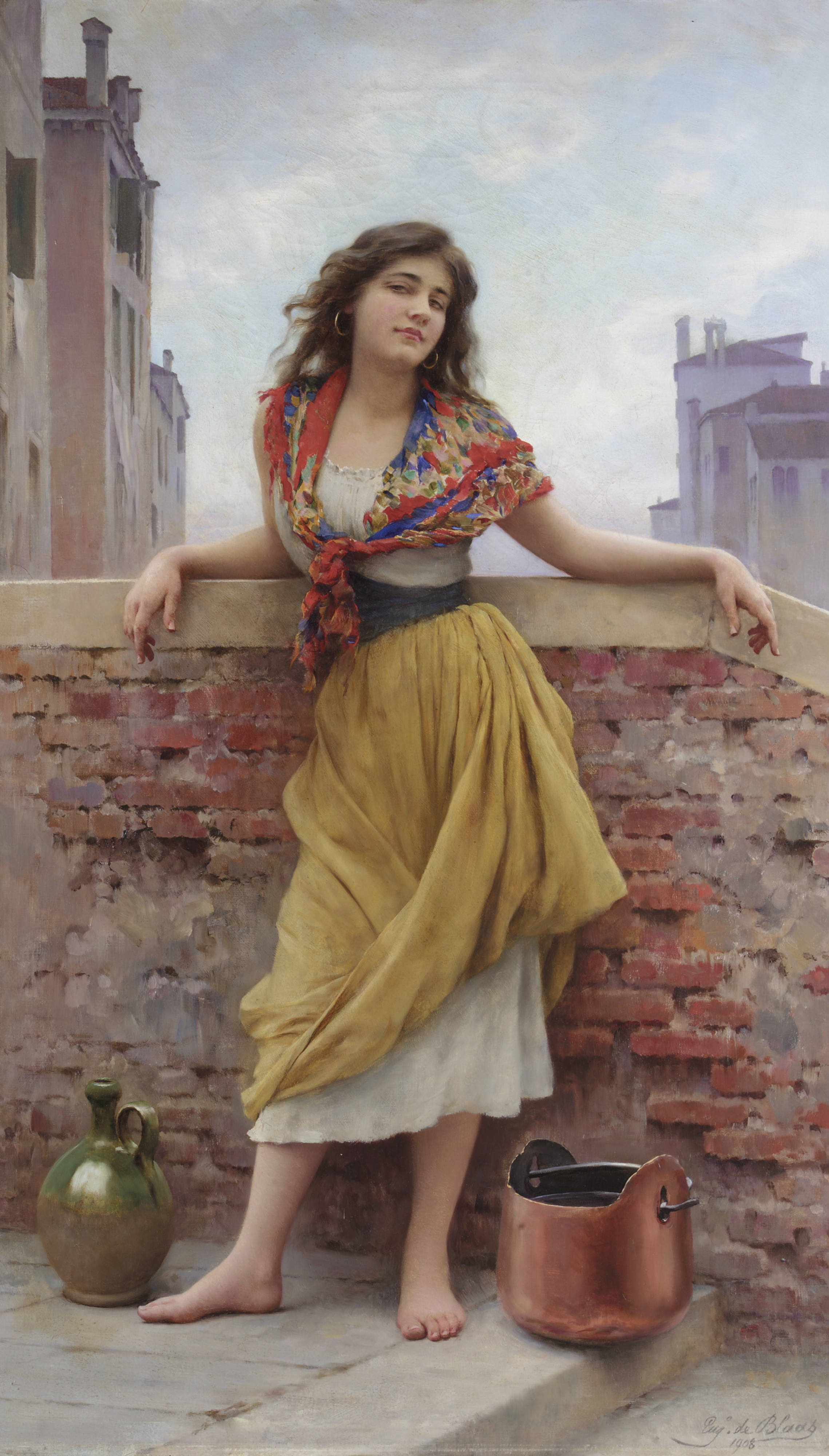
The Watercarrier
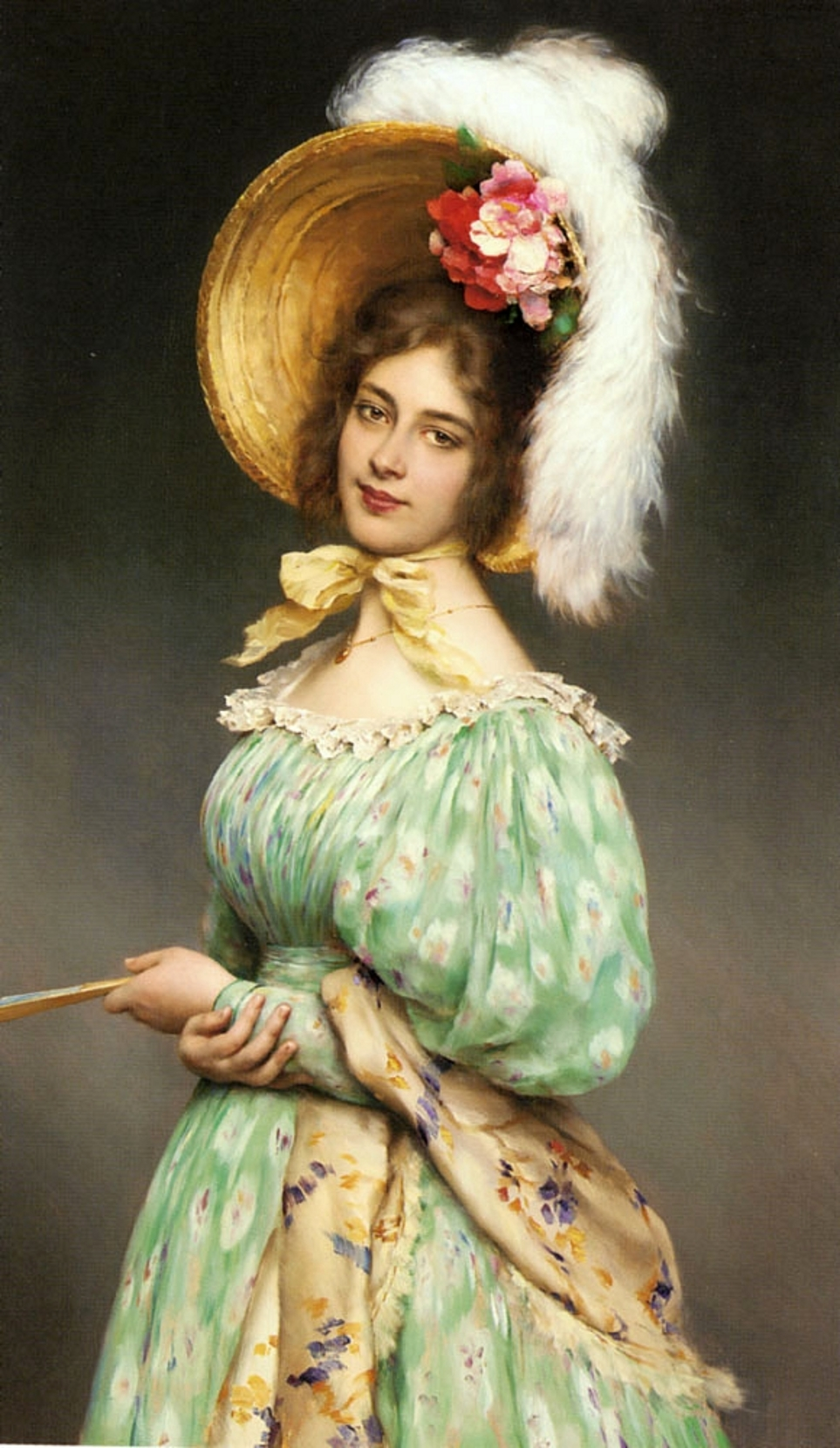
De Musette
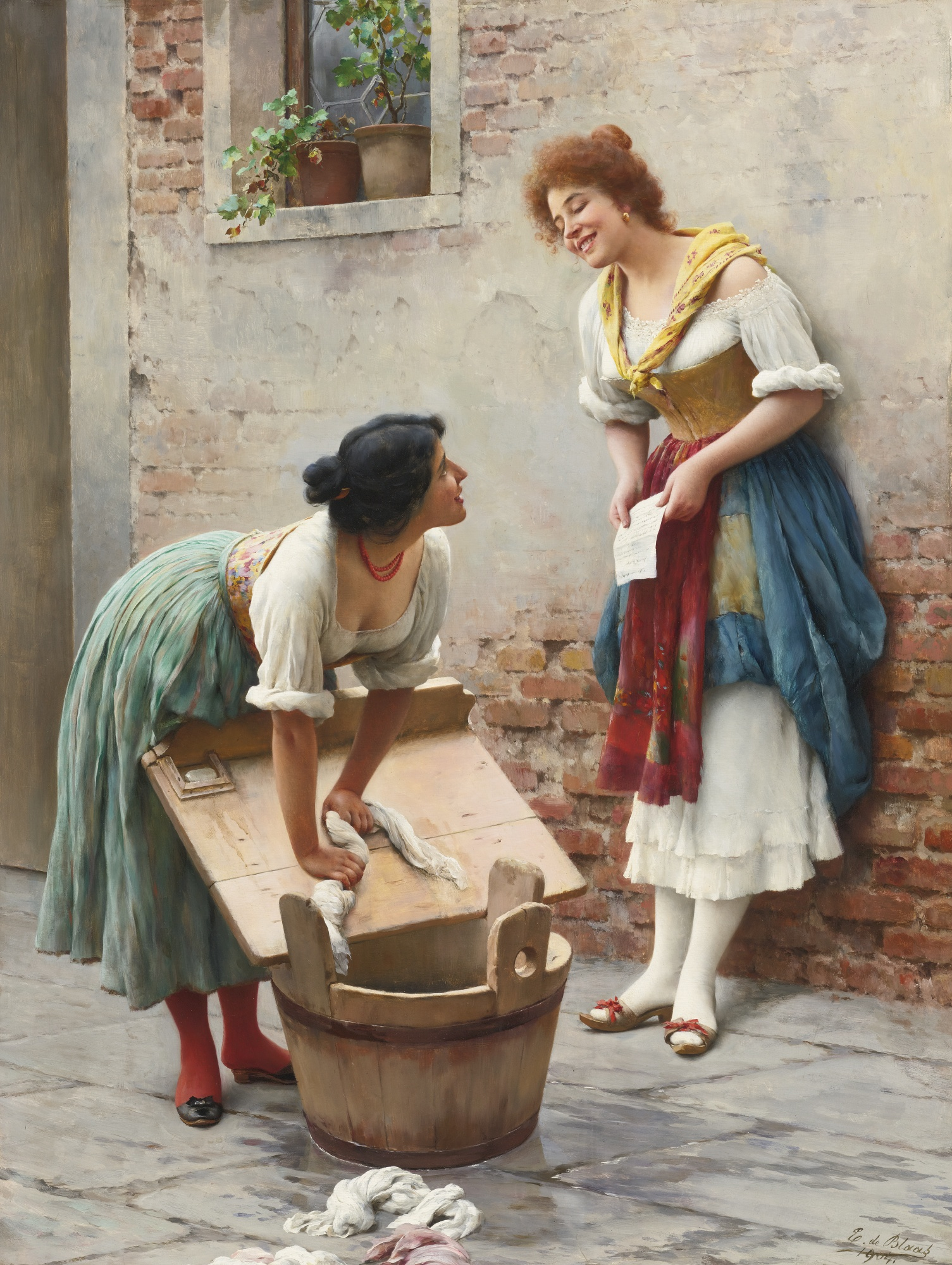
Sharing the News
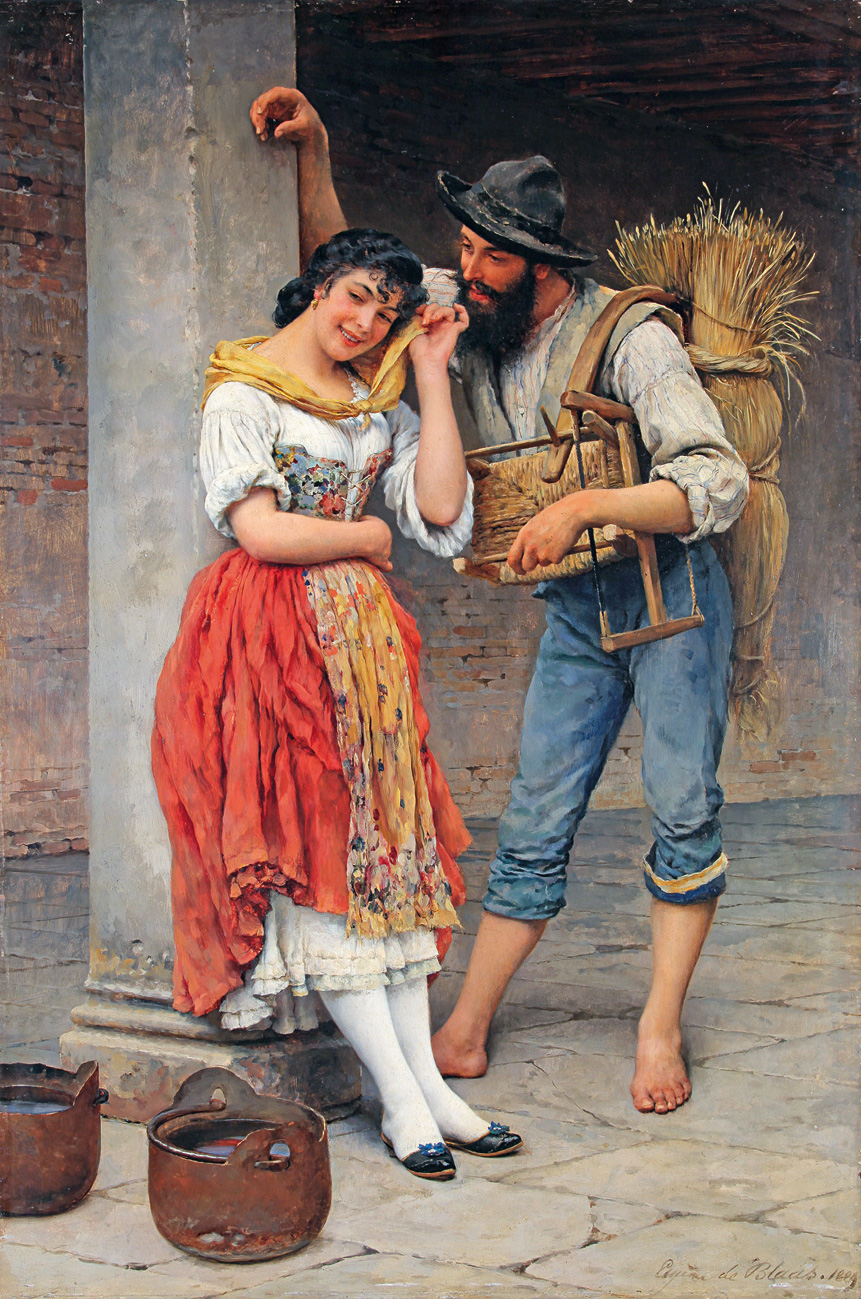
The Spider and the Fly
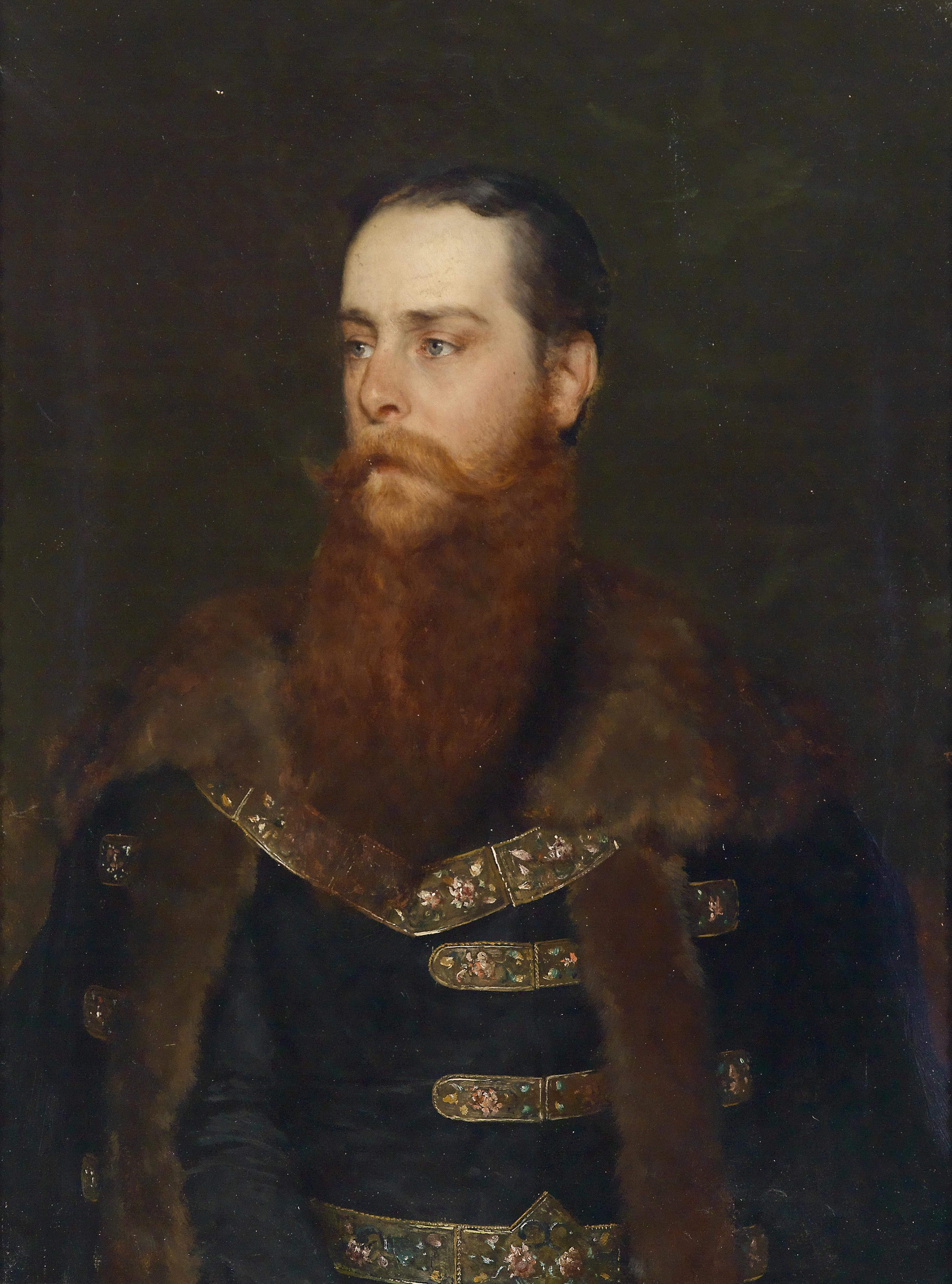
Arthur Graf Berchtold
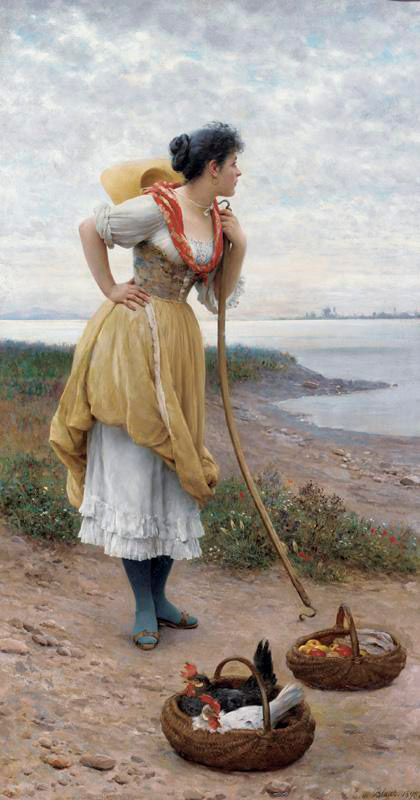
Daydreaming
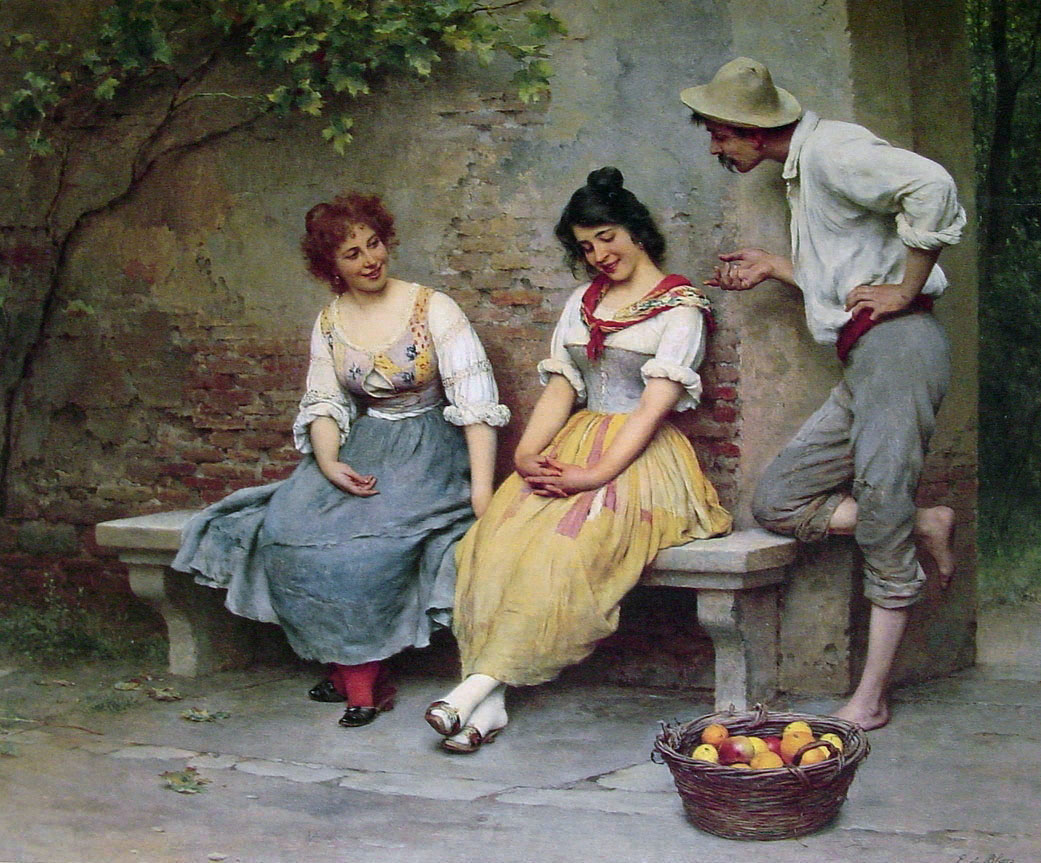
The Flirt
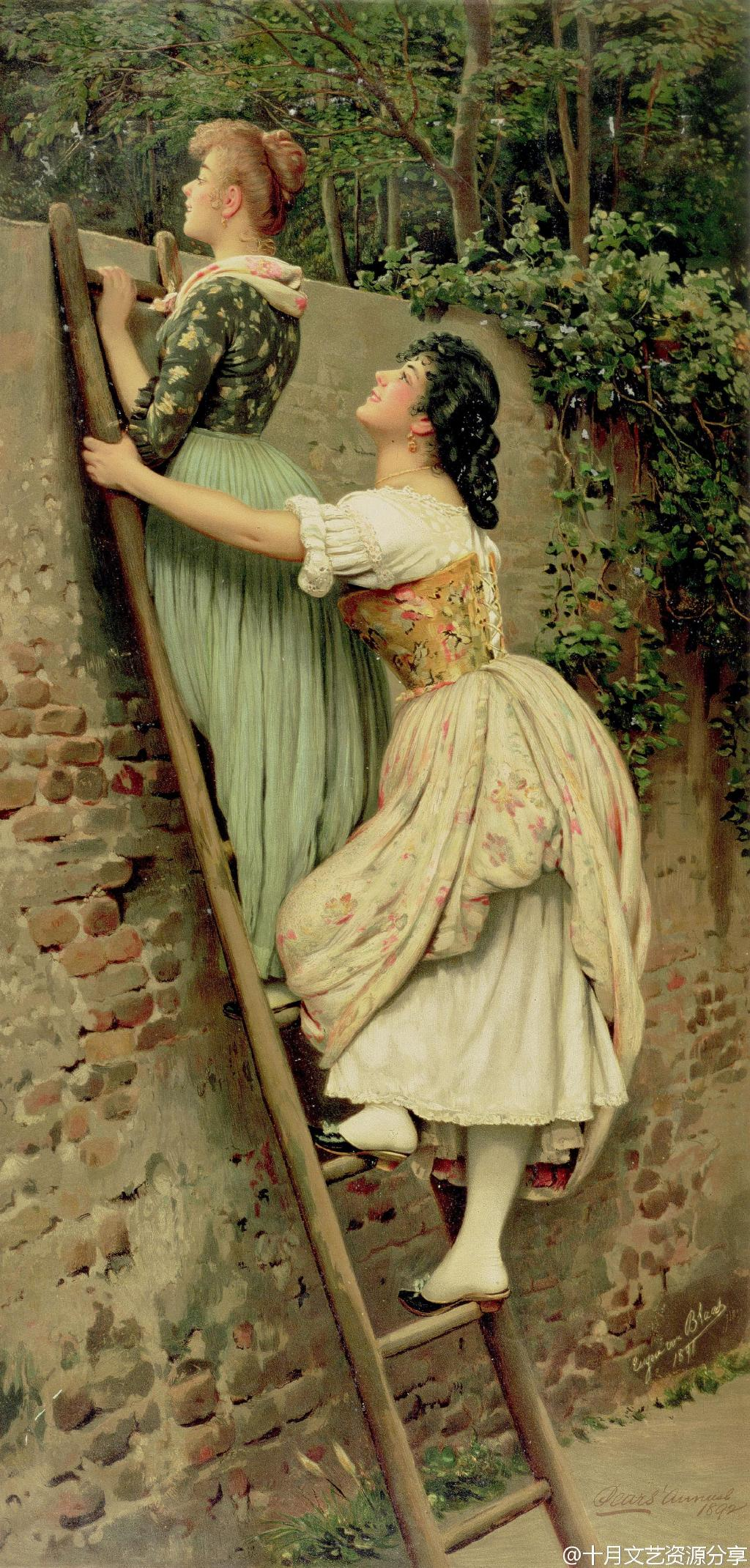
Curiosity
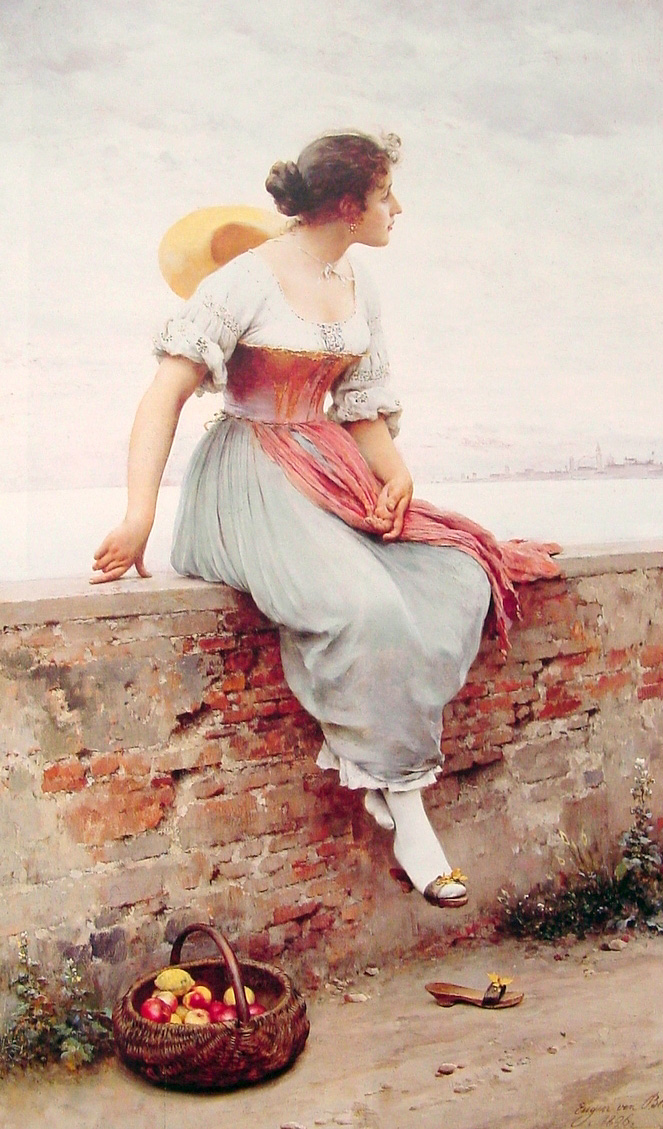
A Pensive Moment
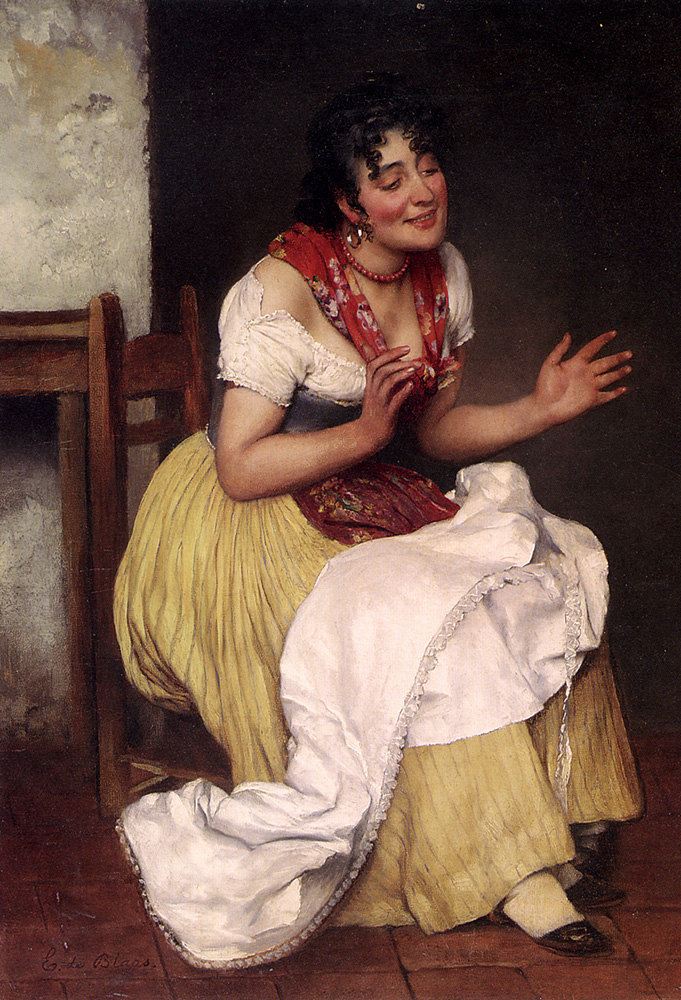
An interesting Story
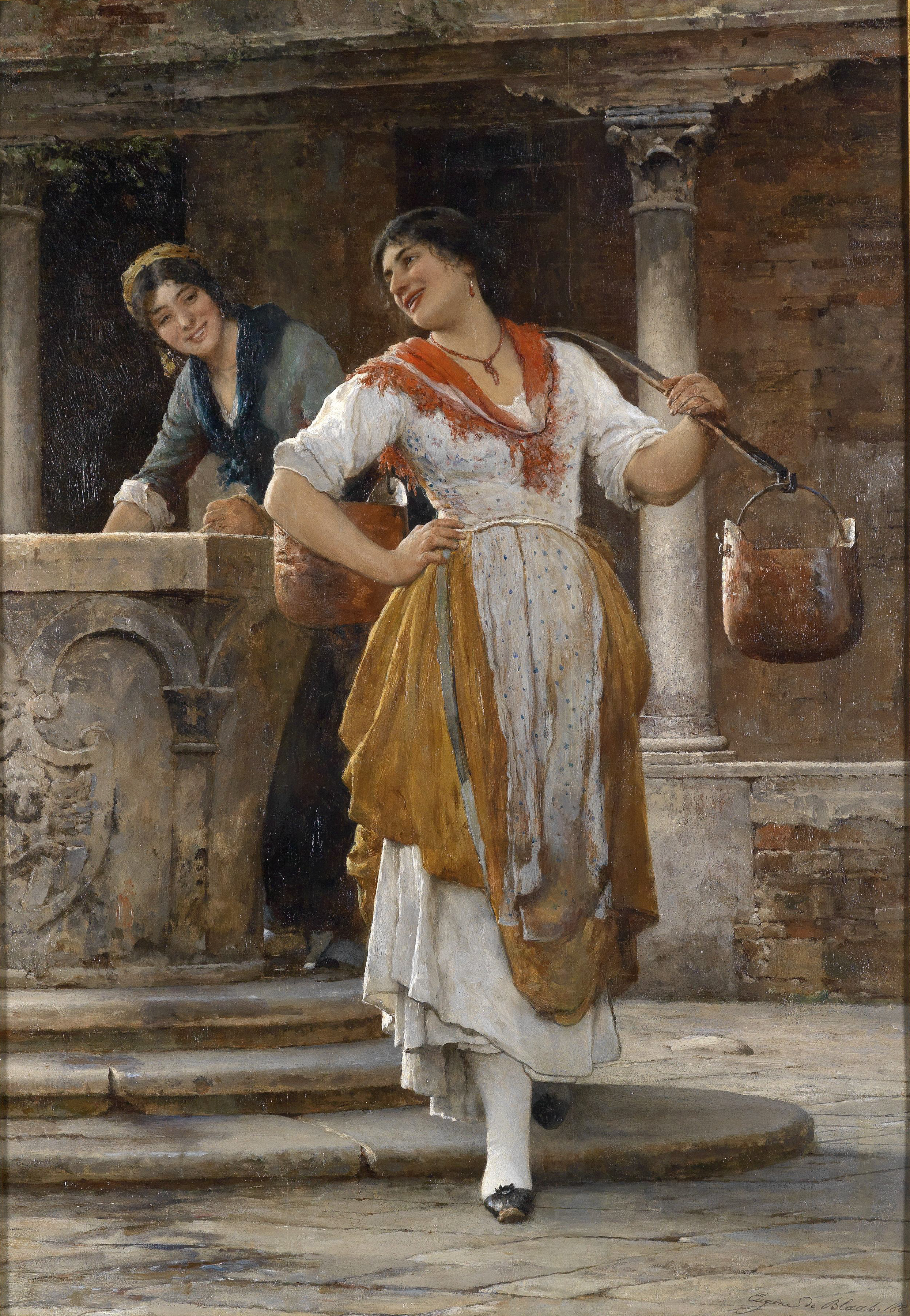
Die Wasserträgerin
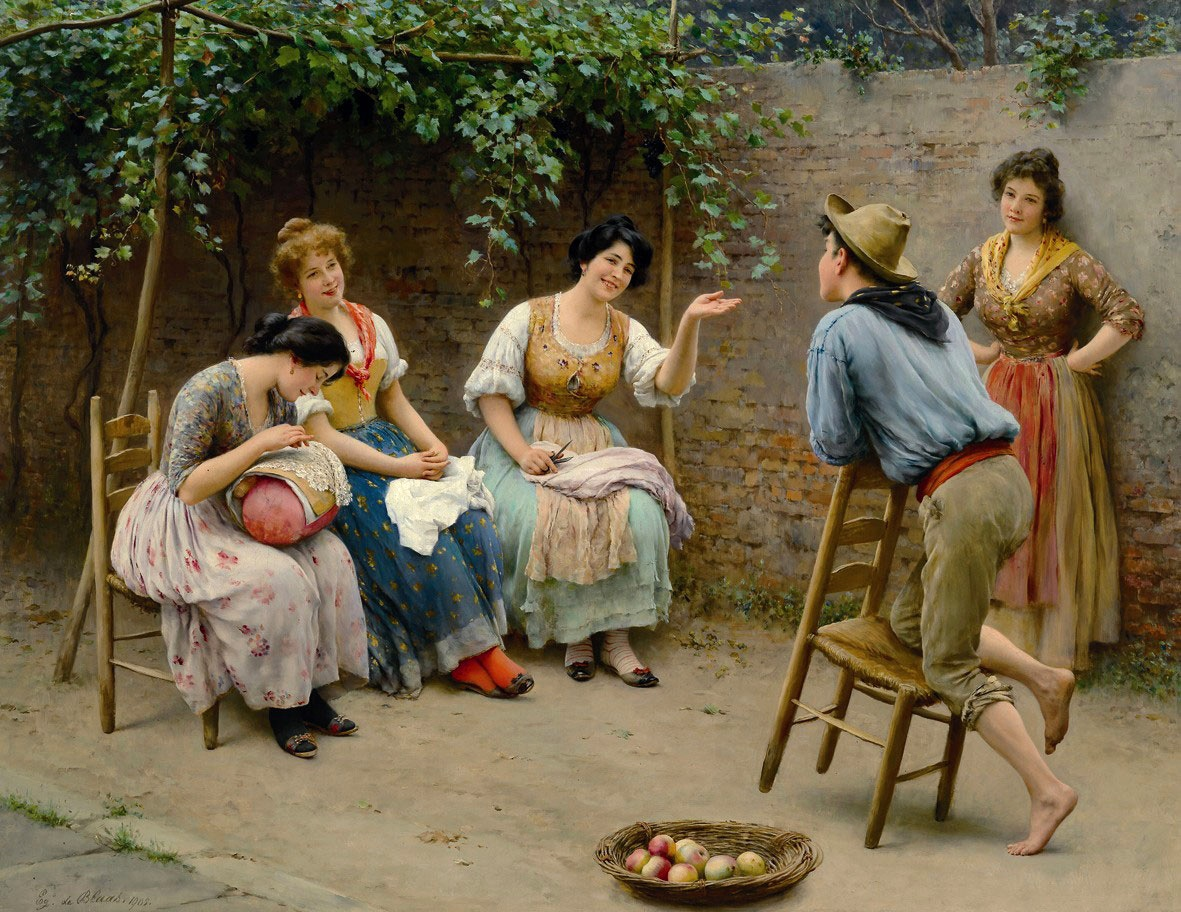
Chat
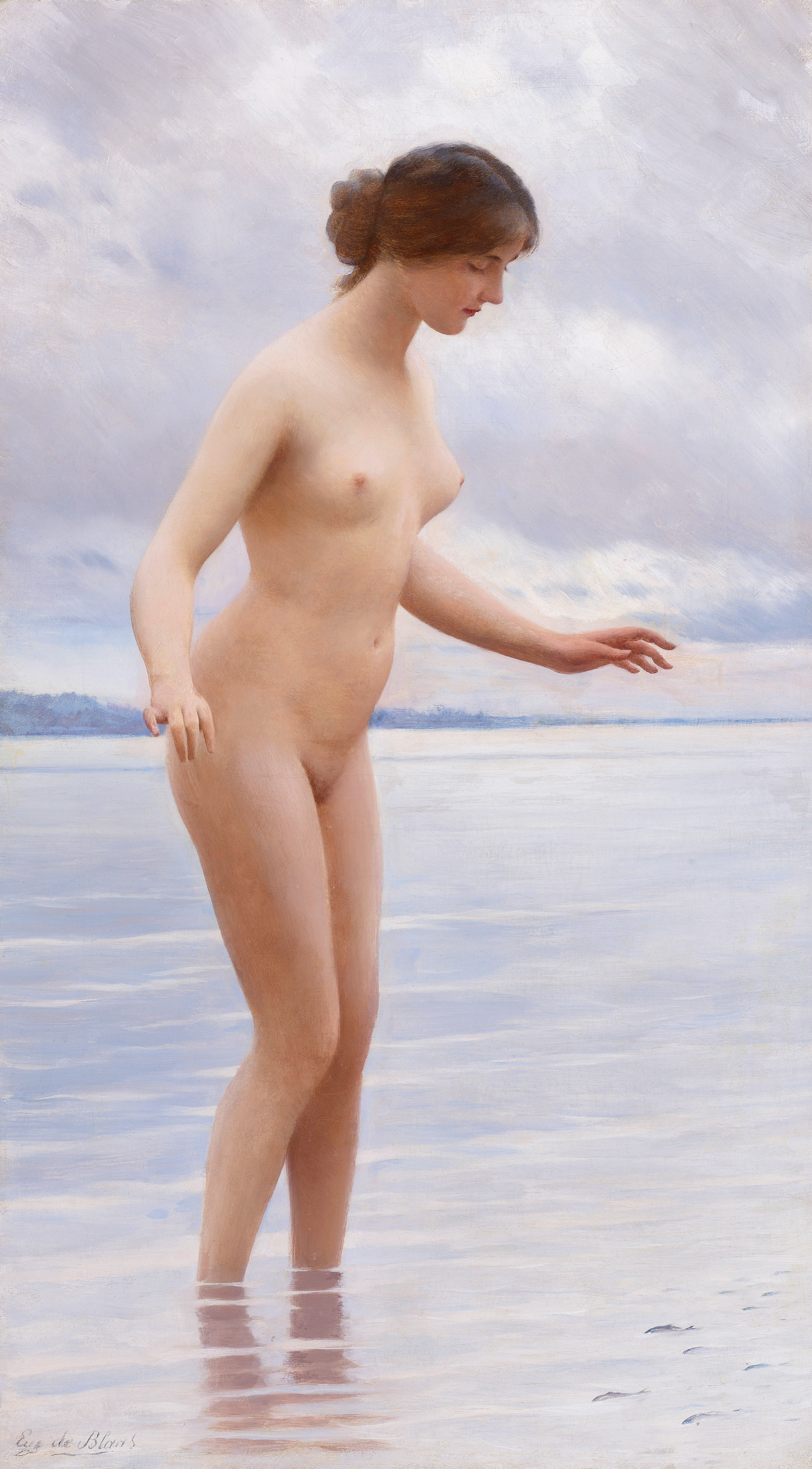
In the Water

1. ↑  Eugen von Blaas (în engleză), Benezit Dictionary of Artists
2. 1 2  „Eugene de Blaas”, Gemeinsame Normdatei, accesat în 4 mai 2014
3. ↑  Eugen von Blaas, Allgemeines Künstlerlexikon Online
4. 1 2  Eugen von Blaas (în engleză), RKDartists
5. 1 2  Eugen von Blaas, Kunstindeks Danmark, accesat în 9 octombrie 2017
6. 1 2 3 4 5  RKDartists, accesat în 2 martie 2018
7. ↑  IdRef, accesat în 2 mai 2020